# Leubsdorf (Sachsen)
Leubsdorf ist eine Gemeinde im Landkreis Mittelsachsen in Sachsen.

## Geographie

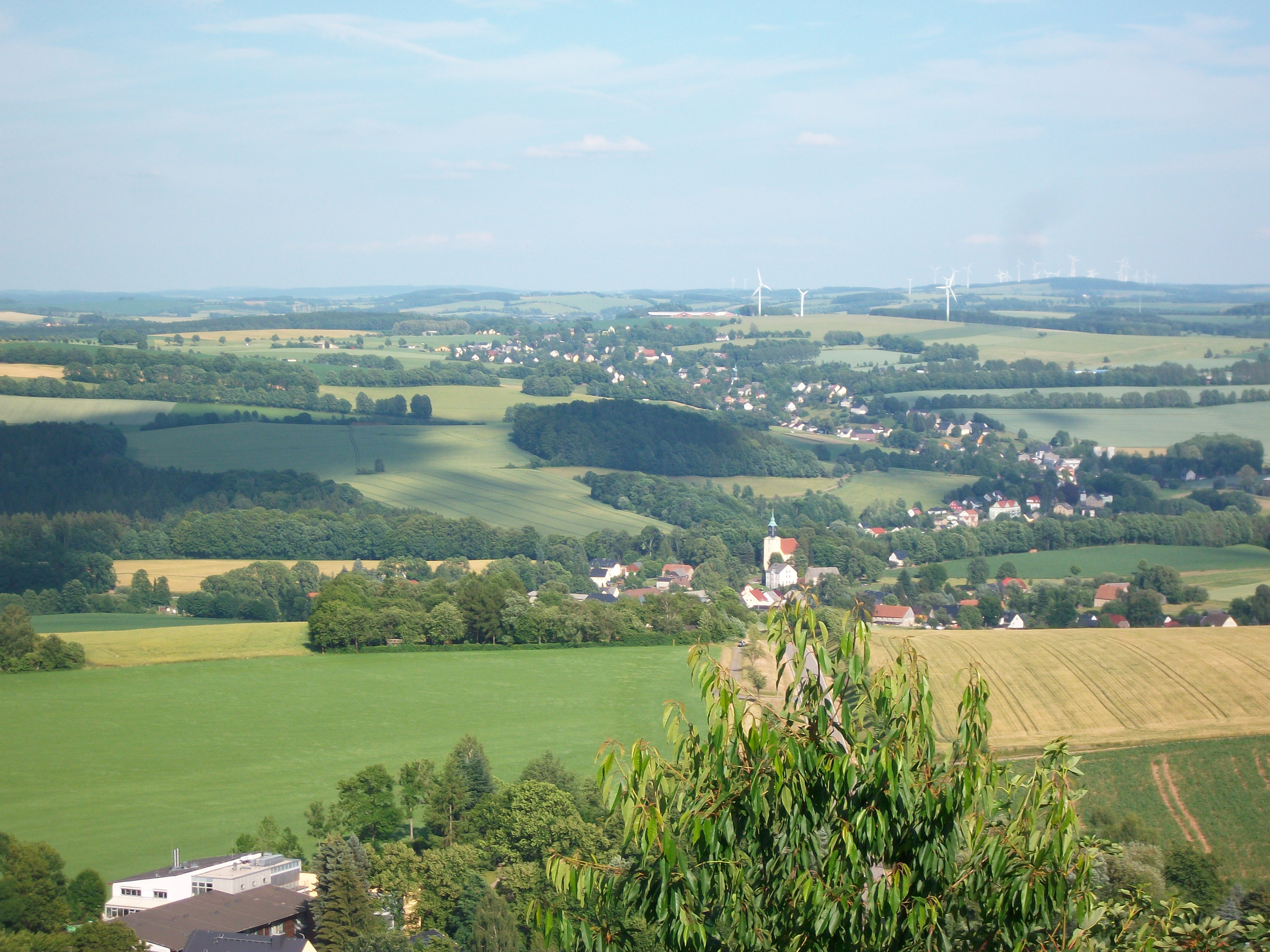
Blick von der Augustusburg auf Schellenberg (vorn) und Leubsdorf (hinten)

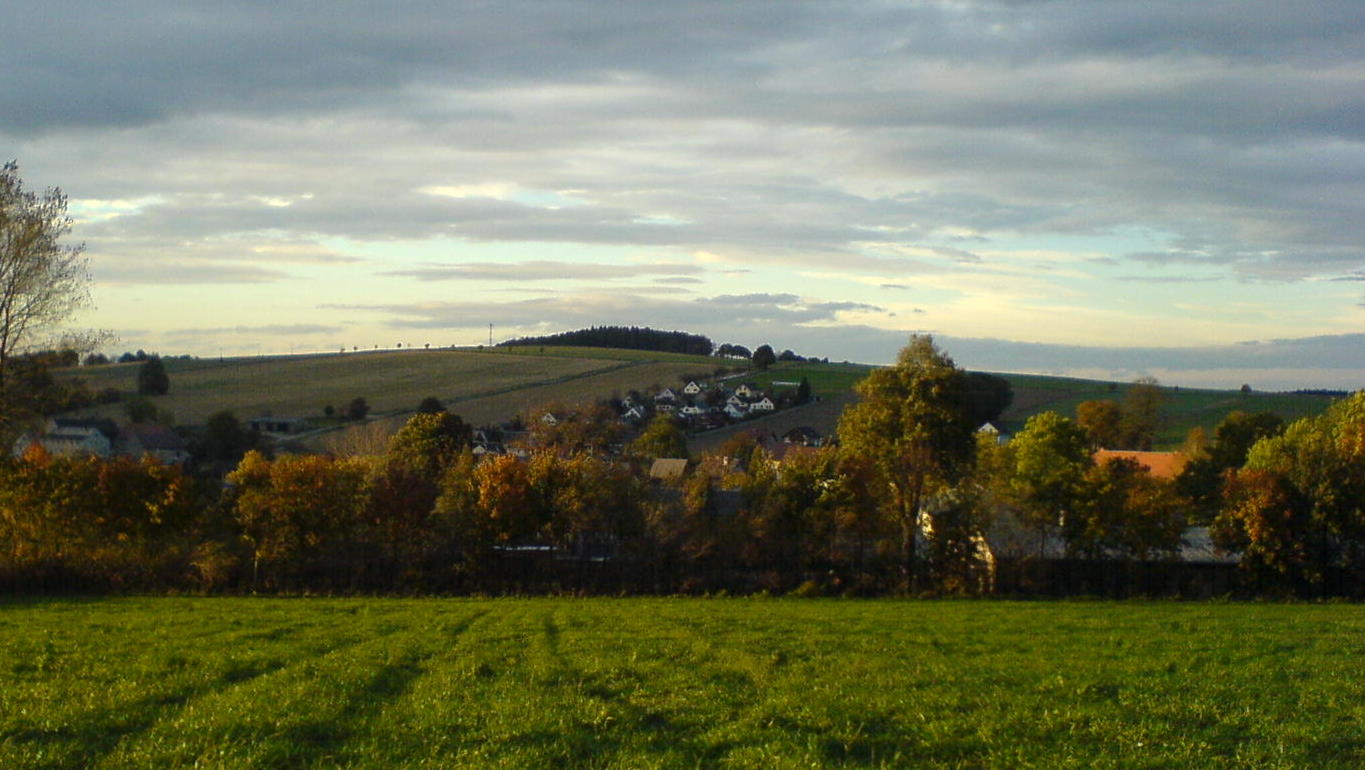
Aus der Kolonie kommend Blick über Leubsdorf auf die Siedlung

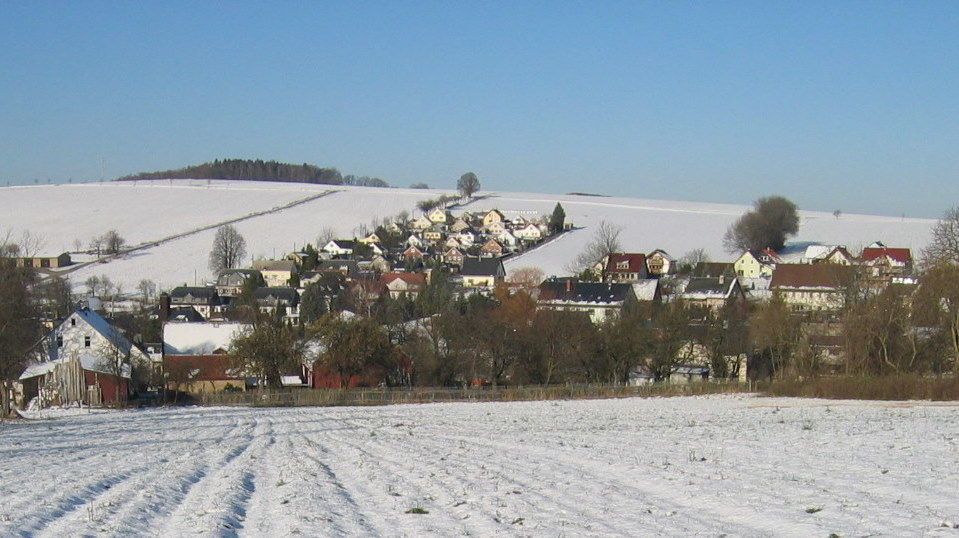
Gleicher Blick im Winter

### Geographische Lage
Leubsdorf liegt mit seinen Ortsteilen Leubsdorf, Marbach, Schellenberg und Hohenfichte entlang des Flöhatales am Fuße des Erzgebirges. Bei allen Ortsteilen handelt es sich um Waldhufendörfer. Im Osten des Flöhatales liegt der Hauptort Leubsdorf. Westlich des Flusses liegen Schellenberg und Marbach. Direkt im Flöhatal im Norden des Gemeindegebietes liegt der Ortsteil Hohenfichte.
Die Ortsteile Hammerleubsdorf und Metzdorf (als Teil von Hohenfichte) liegen im Lößnitztal.
Der höchste Punkt der Gemeinde hat mit 514 Metern die gleiche Höhe wie die Augustusburg.

### Nachbargemeinden
|              | Oederan                                     |           |
| Augustusburg | Kompassrose, die auf Nachbargemeinden zeigt | Eppendorf |
|              | Grünhainichen                               |           |

### Ortsgliederung
- Hohenfichte mit Metzdorf
- Leubsdorf
- Marbach
- Schellenberg (bis zum 5. November 1919: Dorf Schellenberg)
- Hammerleubsdorf

## Geschichte

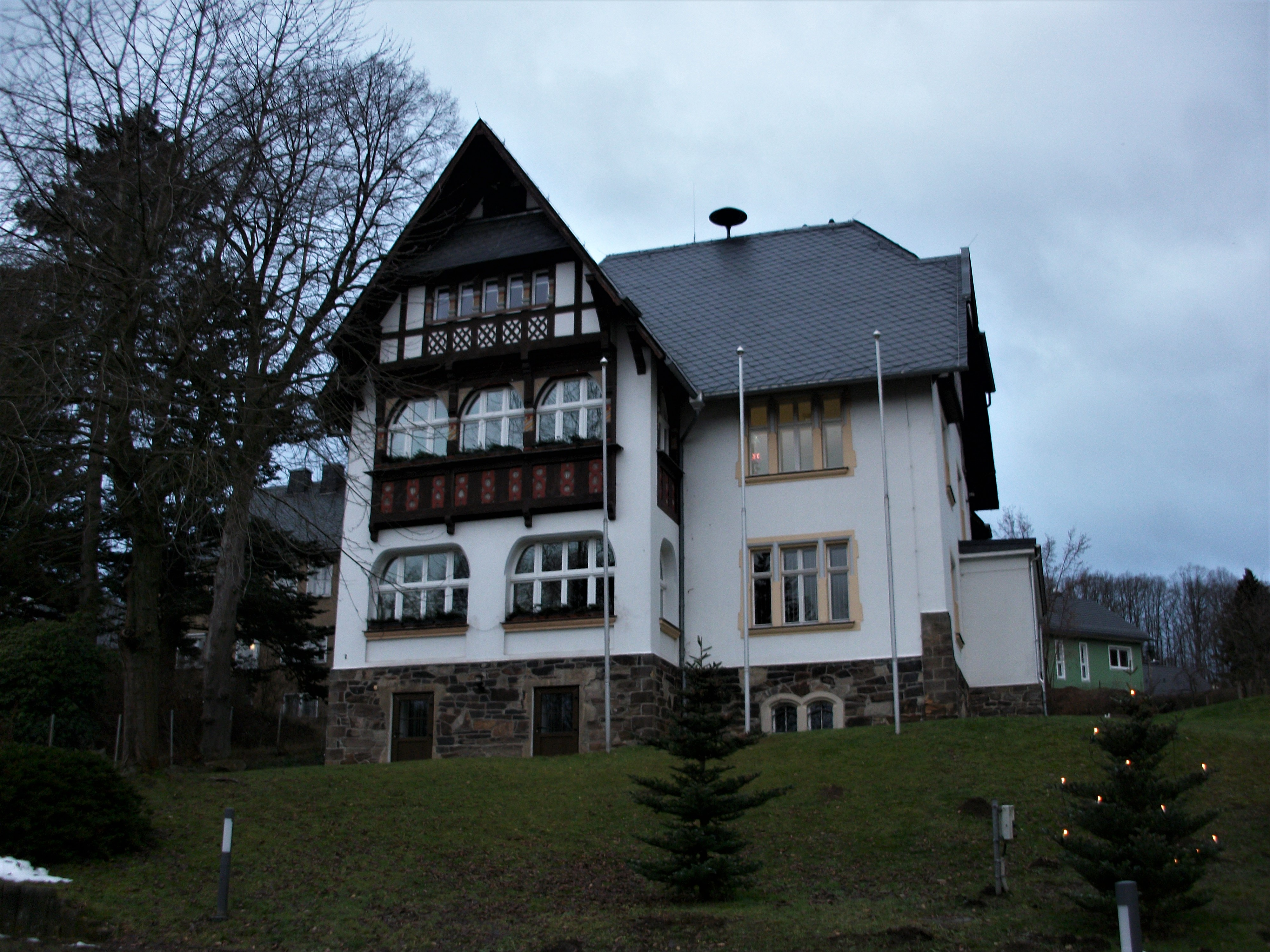
Gemeindeverwaltung Leubsdorf im Ortsteil Schellenberg

Die Orte Leubsdorf, Schellenberg, Marbach und der Ortsteil Metzdorf von Hohenfichte wurden im Zuge der Ostkolonisierung zwischen 1150 und 1200 als Waldhufendörfer angelegt. Alle Orte liegen im sogenannten Hersfelder Lehn. Lehnsherren des Klosters Hersfeld waren die Herren von Mildenstein, die ihren Sitz in der Nähe von Frankenberg gehabt haben sollen. Leubsdorf und Metzdorf waren nachweislich im Besitz derer von Luppelsdorf, da Schellenberg (Dorfschellenberg) im Lehnbuch Friedrich des Strengen von 1378 nicht aufgeführt ist und Marbach seit kurzem als von Wilhelm dem Einäugigen zugekauft eingetragen ist. Es ist mit Sicherheit anzunehmen, dass auch diese Dörfer im Besitz der Luppelsdorfer waren. Hohenfichte ist erst um 1560 genannt, dürfte aber entsprechend den Unterlagen unmittelbar mit dem Sitz der Luppelsdorfer, der in der Lohe, einem Waldstück zwischen Schellenberg und Hohenfichte angegeben wird, im Zusammenhang stehen.
In Leubsdorf am Rhein wird ein Geschlecht derer von Luppisdorp oder Luppsdorf genannt. Als Vorname wird Heinrich erwähnt. Auch bei den Luppelsdorfern ist der Name Heinrich mehrfach zu finden. Weiterhin wird Luppelsdorf beim Kloster Mildenfurth genannt. Es ist anzunehmen, dass es sich hierbei um das gleiche Geschlecht handelt. 1505 verkauften die Luppelsdorfer das Dorf an Jyronimus Schütz, dieser verkaufte es 1523 an Herzog Georg. Seitdem war Leubsdorf Amtsdorf der Wettiner (Amt Augustusburg).
Zwischen 1832 und 1837 wurden in Leubsdorf, Hohenfichte, Dorfschellenberg und Hammerleubsdorf vier Baumwollspinnereien errichtet. Ab 1860 kamen Betriebe der Holzindustrie hinzu. 1875 wurde die Eisenbahn im Flöhatal gebaut. Bis 1994 bestand das Dorf Leubsdorf mit den Ortsteilen Kolonie Leubsdorf (seit 1875), Oberschaar und Leubsdorfer Hammer (auch Hammersleubsdorf) und wurde dann mit Hohenfichte, (Dorf) Schellenberg und Marbach als Gemeindeteil zur Landgemeinde Leubsdorf. Markanter Teil in Leubsdorf ist auch die Siedlung, ein mit Eigenheimen bebauter Südhang, der ab der Jahrtausendwende um das Wohngebiet An der alten Dorfstraße ergänzt wurde.
In den Jahren 2004 und 2005 wurde das ehemalige Kaiserliche Postamt (erbaut 1897) in der unteren Hauptstraße umfassend saniert. Dabei wurde originale Deckenmalerei freigelegt und fachgerecht restauriert.

### Einwohnerentwicklung ab 1551
Die folgende Zusammenstellung bezieht sich auf das Dorf Leubsdorf (also ohne die ab 1994 hinzugekommenen neuen Gemeindeteile).
| 16.–18. Jahrhundert - 1551: 53 besessene(r) Mann, 14 Häusler, 42 Inwohner, 37¾ Hufen - 1764: 52 besessene(r) Mann, 5 Gärtner, 61 Häusler, 38¾ Hufen je 16–20 Scheffel | 19. Jahrhundert - 1834: 1.413 - 1871: 1.843 - 1890: 2.250 | 20. Jahrhundert - 1910: 2.887 - 1925: 2.871 - 1939: 2.761 - 1946: 3.067 - 1950: 3.188 - 1964: 2.627 - 1990: 1.806 |

### Einwohnerentwicklung ab 1982
Folgende Einwohnerzahlen beziehen sich auf den 31. Dezember des voranstehenden Jahres mit Gebietsstand Januar 2007:
| 1982 bis 1988 - 1982: 4.673 - 1983: 4.577 - 1984: 4.546 - 1985: 4.490 - 1986: 4.463 - 1987: 4.369 - 1988: 4.323 | 1989 bis 1995 - 1989: 4.195 - 1990: 4.122 - 1991: 4.050 - 1992: 4.031 - 1993: 4.053 - 1994: 4.161 - 1995: 4.200 | 1996 bis 2002 - 1996: 4.258 - 1997: 4.189 - 1998: 4.177 - 1999: 4.116 - 2000: 4.123 - 2001: 4.087 - 2002: 4.072 | 2003 bis 2012 - 2003: 4.027 - 2004: 3.982 - 2005: 3.975 - 2006: 3.905 - 2007: 3.828 - 2010: 3.686 - 2012: 3.510 | 2013 bis 2013 - 2013: 3.500 |

 Quelle: Statistisches Landesamt des Freistaates Sachsen

## Politik

### Gemeinderat
Nach der Gemeinderatswahl am 9. Juni 2024 verteilten sich die 13 Sitze des Gemeinderates folgendermaßen auf die einzelnen Gruppierungen:
- CDU: 10 Sitze
- AfD: 1 Sitz (drei Sitze bleiben mangels Kandidaten unbesetzt)
- Unabhängige Wählervereinigung Leubsdorf: 2 Sitze

| Gemeinderat ab 2024Insgesamt 13 Sitze - UWL: 2 - CDU: 10 - AfD: 1 Drei Sitze der AfD bleiben unbesetzt. Der Gemeinderat verkleinert sich entsprechend. | Liste                                   | 2024   | 2024   | 2019   | 2019   | 2014   | 2014   |
| Gemeinderat ab 2024Insgesamt 13 Sitze - UWL: 2 - CDU: 10 - AfD: 1 Drei Sitze der AfD bleiben unbesetzt. Der Gemeinderat verkleinert sich entsprechend. | Liste                                   | Sitze  | in %   | Sitze  | in %   | Sitze  | in %   |
| Gemeinderat ab 2024Insgesamt 13 Sitze - UWL: 2 - CDU: 10 - AfD: 1 Drei Sitze der AfD bleiben unbesetzt. Der Gemeinderat verkleinert sich entsprechend. | CDU                                     | 10     | 64,1   | 13     | 80,5   | 13     | 75,3   |
| Gemeinderat ab 2024Insgesamt 13 Sitze - UWL: 2 - CDU: 10 - AfD: 1 Drei Sitze der AfD bleiben unbesetzt. Der Gemeinderat verkleinert sich entsprechend. | AfD                                     | 1      | 22,3   | –      | –      | –      | –      |
| Gemeinderat ab 2024Insgesamt 13 Sitze - UWL: 2 - CDU: 10 - AfD: 1 Drei Sitze der AfD bleiben unbesetzt. Der Gemeinderat verkleinert sich entsprechend. | Unabhängige Wählervereinigung Leubsdorf | 2      | 13,5   | 3      | 19,5   | 1      | 10,4   |
| Gemeinderat ab 2024Insgesamt 13 Sitze - UWL: 2 - CDU: 10 - AfD: 1 Drei Sitze der AfD bleiben unbesetzt. Der Gemeinderat verkleinert sich entsprechend. | Linke                                   | –      | –      | –      | –      | 1      | 7,3    |
| Gemeinderat ab 2024Insgesamt 13 Sitze - UWL: 2 - CDU: 10 - AfD: 1 Drei Sitze der AfD bleiben unbesetzt. Der Gemeinderat verkleinert sich entsprechend. | SPD                                     | –      | –      | –      | –      | 1      | 7,1    |
| Gemeinderat ab 2024Insgesamt 13 Sitze - UWL: 2 - CDU: 10 - AfD: 1 Drei Sitze der AfD bleiben unbesetzt. Der Gemeinderat verkleinert sich entsprechend. | Wahlbeteiligung                         | 72,1 % | 72,1 % | 66,4 % | 66,4 % | 56,0 % | 56,0 % |

### Bürgermeister
Bürgermeister ist seit 2015 Dirk Fröhlich.
| Wahl | Bürgermeister | Vorschlag | Wahlergebnis (in %) |
| ---- | ------------- | --------- | ------------------- |
| 2022 | Dirk Fröhlich | CDU       | 96,0                |
| 2015 | Dirk Fröhlich | CDU       | 94,4                |
| 2008 | Ralf Börner   | CDU       | 99,1                |
| 2001 | Ralf Börner   | CDU       | 98,5                |

### Partnerschaften
Leubsdorf pflegt seit dem 30. November 2005 eine Partnerschaft mit der tschechischen Minderstadt Peruc und der umliegenden Mikroregion. Seit 27. Oktober 1990 besteht ein Partnerschaftsvertrag mit der Gemeinde Leubsdorf am Rhein.

## Kultur und Sehenswürdigkeiten
- siehe auch: Liste der Kulturdenkmale in Leubsdorf

Jeder der vier Ortsteile hat sein individuelles Wahrzeichen. In Leubsdorf gilt die 1911 erbaute Schule als Wahrzeichen, sie wird heute als Grundschule genutzt. Die evangelische Kirche Leubsdorf ist ein harmonisches Barockbauwerk von 1789/90. In Marbach ist es die 1921 gebaute Kultur- und Sporthalle, in Schellenberg die 1777 erbaute Kirche und in Hohenfichte die erstmals 1602 erbaute Holzbrücke über die Flöha.

Evangelische Kirche Leubsdorf (Kulturdenkmal)
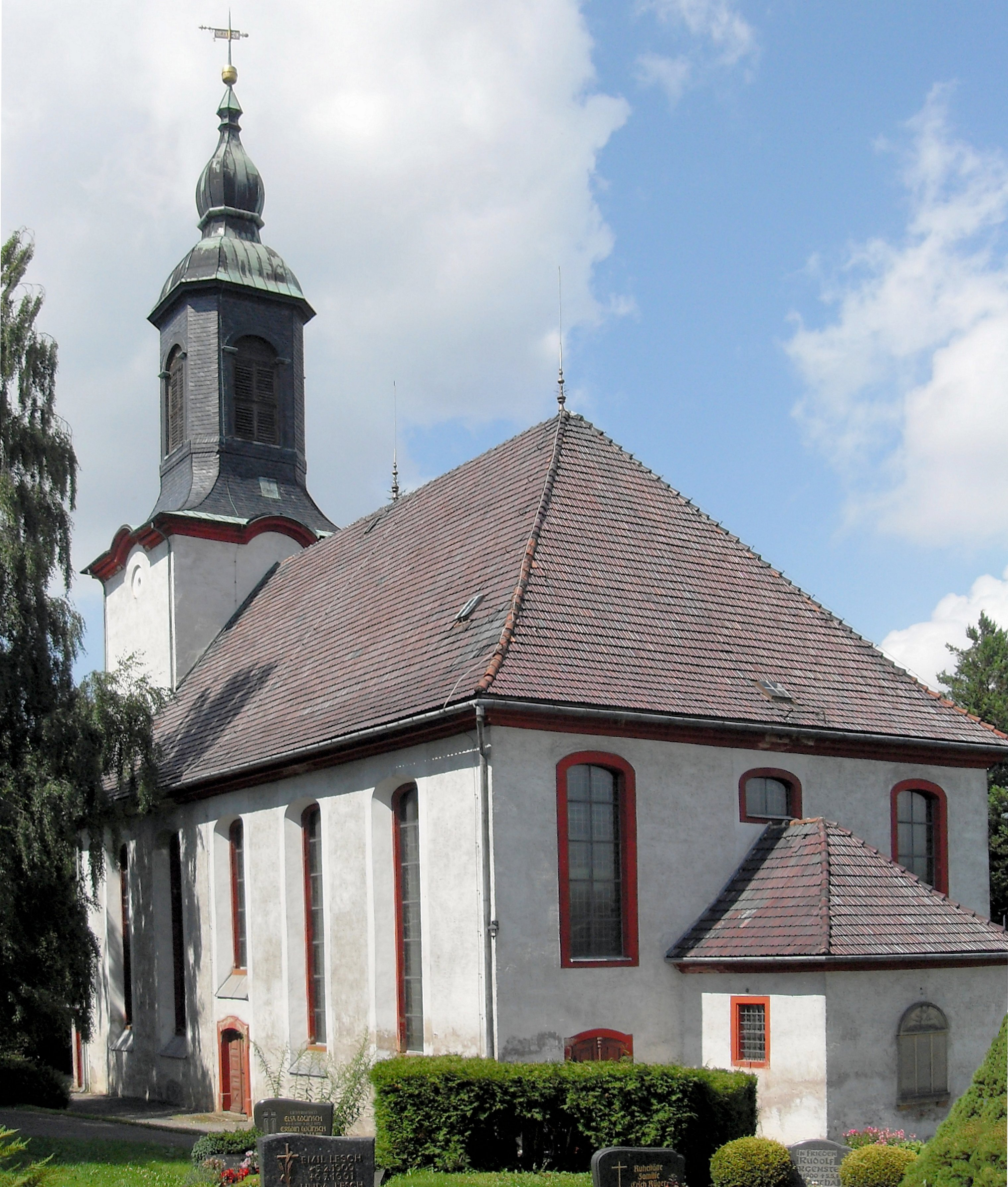
Südostseite
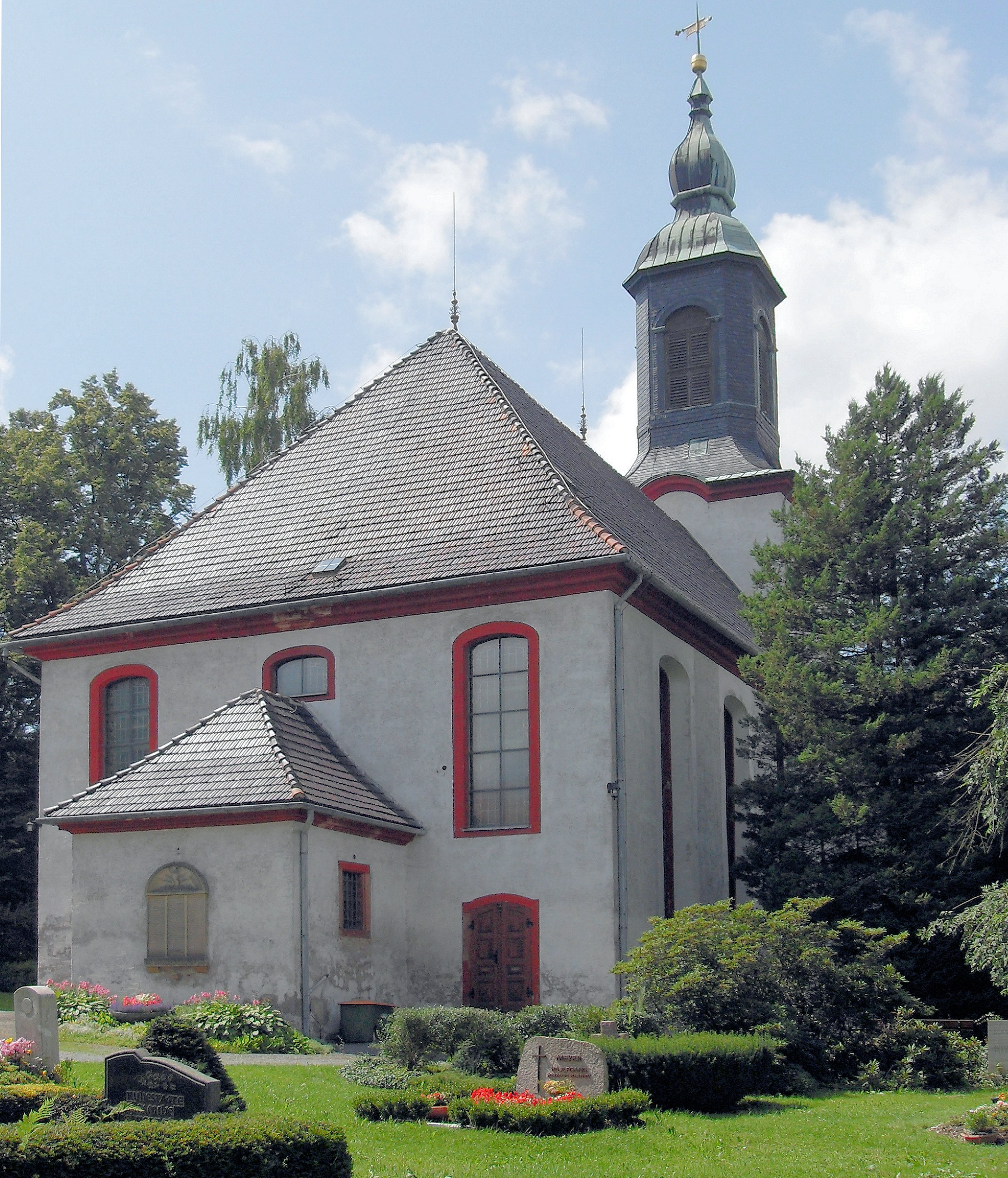
Nordostseite

### Naturdenkmäler
Parallel zur Flöha führt über 3,5 Kilometer ein ausgebauter Rad- und Wanderweg von Hohenfichte über Schellenberg, Marbach, Leubsdorf und weiter nach Grünhainichen.

### Museen
Zeitreise Hohenfichte war ein Museum auf dem Gelände einer 2005 aufgelösten Baumwollspinnerei, das Modelleisenbahnen, Motorräder, Automobile und Spielzeug ausstellte. Nach eigenen Angaben ist es derzeit geschlossen. Laut Internetarchiv steht diese Nachricht seit mindestens Juli 2017 auf deren Internetseite.

## Wirtschaft und Infrastruktur
Die Wirtschaft in Leubsdorf ist klein- und mittelständisch strukturiert. Das Wirtschaftsleben bestimmen Handwerks- und Landwirtschaftsbetriebe (LPG). Leubsdorf entwickelte sich Ende des 19. Jahrhunderts zum Gewerbestandort. Die entstehende holzbe- und verarbeitende Industrie verdrängte die handwerkliche Fertigung von Holzwaren, Kleinmöbeln, Haus- und Küchengeräten. Ab 1945 wurde mit der Fertigung von Aufwaschtischen und -schränken begonnen. Später wurden komplette Küchen produziert, heute  von der Firma Ratiomat. Seit 1833 besteht die durch Max Hauschild erbaute Baumwollspinnerei und beschäftigte zeitweise bis zu Tausend Einwohner der Umgebung. Bis heute gehört die Herstellung kunstgewerbliche Erzeugnisse aus Holz zum Gemeindebild und wird in neuerer Zeit durch Betriebe und Gewerbe der Kunststoff- und Metallbearbeitung ergänzt. Es gibt am südlichen Dorfrand, Richtung Borstendorf, ein Gewerbegebiet Borstendorfer Straße mit einer Fläche von 11 Hektar.

### Verkehr
Leubsdorf liegt an der S236 zwischen Augustusburg und Eppendorf. Sie führt als Hauptstraße in Ost-West-Richtung durch die Gemeinde und zweigt als K7702 (Hammerleubsdorfer Straße) Richtung Gahlenz nach Norden ab. Die nächsten Autobahnauffahrten sind im Nordwesten Frankenberg (A 4) bzw. Chemnitz-Süd (A 72) im Westen. Im unteren Teil von Leubsdorf befindet sich eine Station an der Strecke Chemnitz–Olbernhau, auf der die Erzgebirgsbahn verkehrt. In Hohenfichte gibt es noch eine weitere Station an der Strecke.
Zudem verlief durch das Lößnitztal von 1893 bis 1967 die Schmalspurbahn zwischen Hetzdorf und Eppendorf mit einem Bahnhof in Hammerleubsdorf.

Bahnhof Leubsdorf (2016)
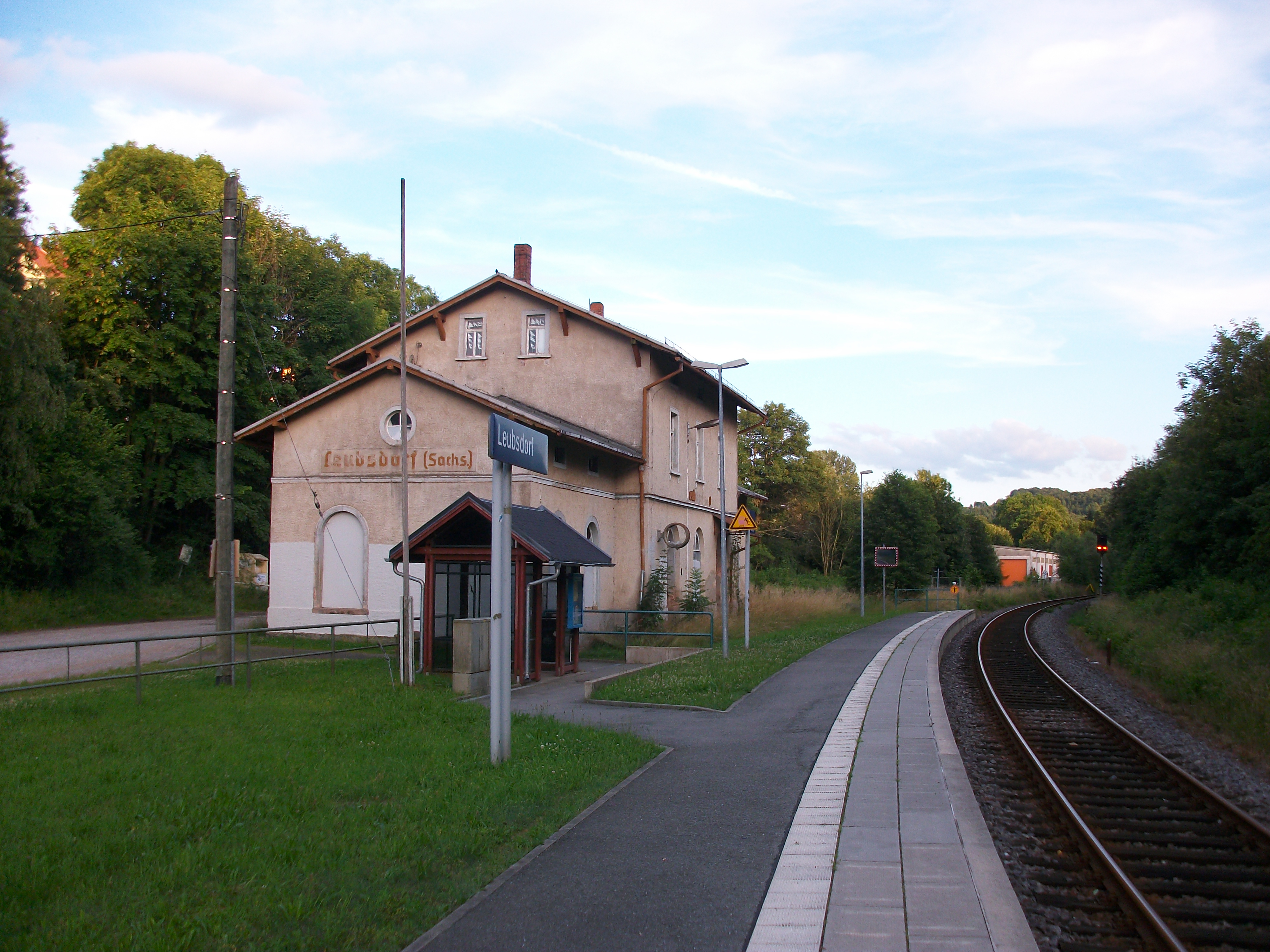
Empfangsgebäude
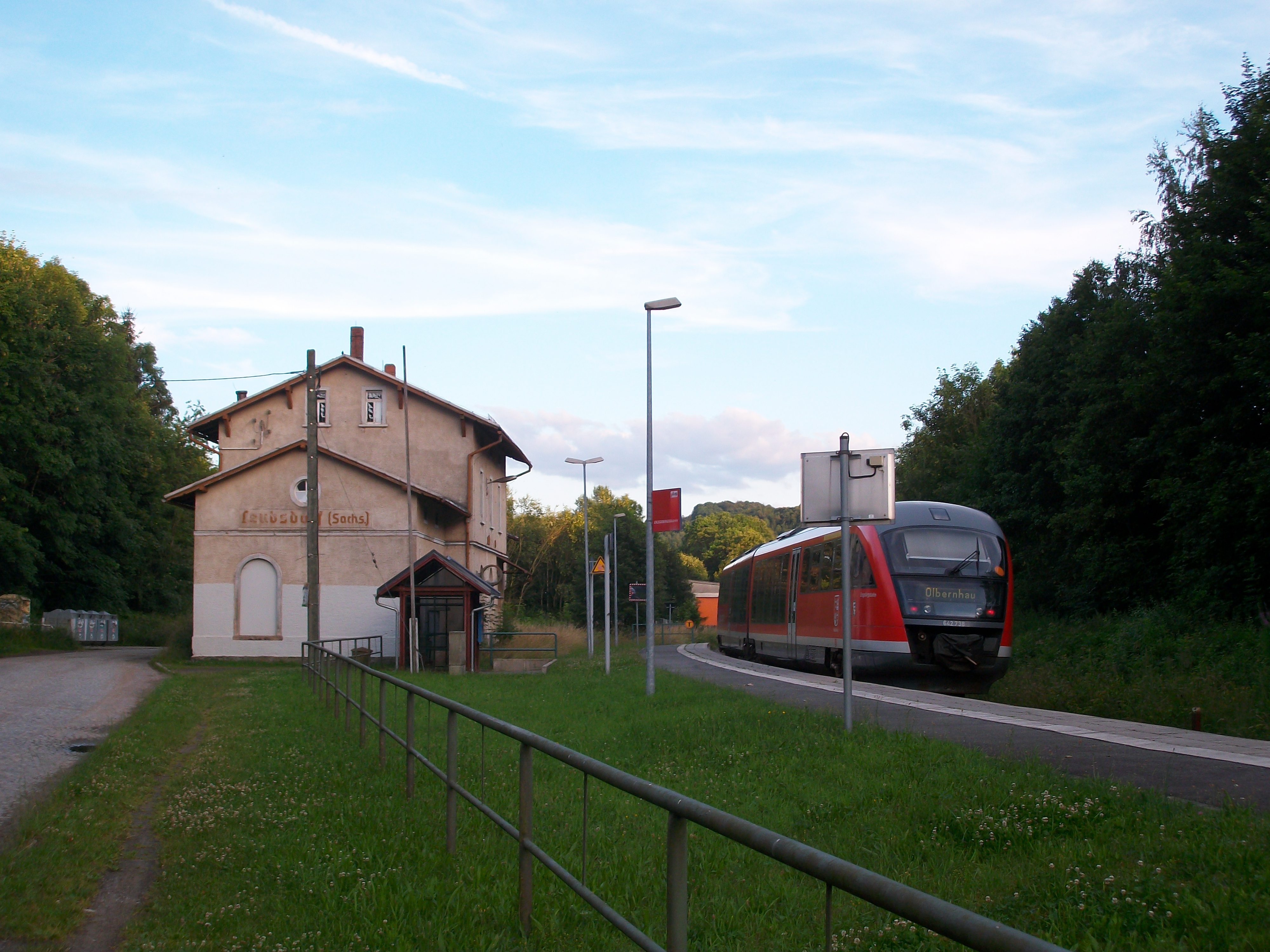
Mit Erzgebirgsbahn
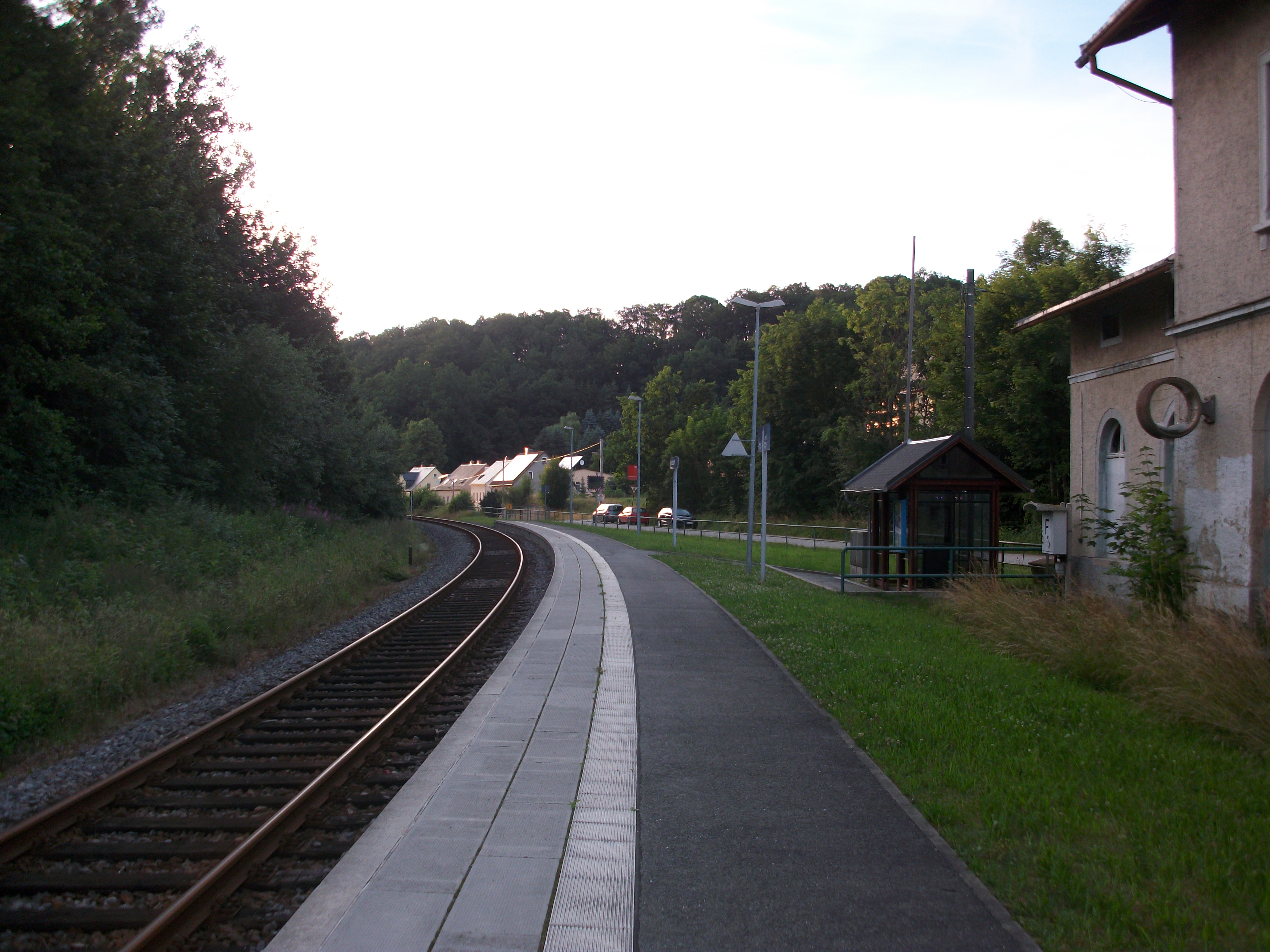
Bahnsteig

## Persönlichkeiten

### Söhne und Töchter der Gemeinde
- Adam Rechenberg (1642–1721), lutherischer Theologe
- Ferdinand von Zschinsky (1797–1858), Innenminister, Justizminister sowie Vorsitzender des Gesamtministeriums im Königreich Sachsen
- Carl August Nendel (1798–1848), Bergmann und Schöpfer des Bergmännels zwischen Hammerleubsdorf und Eppendorf
- Fips Fleischer (1923–2002), Jazzmusiker und Komponist, geboren in Hohenfichte
- Karl-Hermann Hübler (1933–2025), Raumplaner und Hochschullehrer an der Technischen Universität Berlin

### Persönlichkeiten, die mit der Gemeinde in Verbindung stehen
- Ferdinand Oehme, Erblehngerichtsbesitzer in Leubsdorf, Abgeordneter im Sächsischen Landtag
- Paul Bang (1879–1945), Reichstagsabgeordneter der DNVP und für die NSDAP, Staatssekretär im Reichswirtschaftsministerium, starb in Hohenfichte
- Richard Meier (1878–1933), Reichstagsabgeordneter und Mitglied der Weimarer Nationalversammlung erlernte hier von 1893 bis 1896 den Beruf des Brauers
- Der Journalist Walter Barthel (1931–2003) lebte im Ruhestand, nach der Wende bis 2000, in Leubsdorf; sein Umzug von Bonn aus erfolgte auf dem Pferderücken (begleitet vom WDR).
- Der Berliner Kabarettist Martin Buchholz hat hier einen Wohnsitz.